# 小長井一男
小長井 一男（こながい かずお、1952年 - ）は、日本における地震工学、地盤防災工学を専門とする学者。東京大学名誉教授。

## 来歴
1971年（昭和46年）、静岡県立静岡高等学校卒業。1975年（昭和50年）、東京大学工学部土木工学科卒業、1979年（昭和54年）東京大学大学院工学系研究科土木工学専門課程卒業。同年、長岡技術科学大学建設系助手、1981年（昭和56年）、長岡技術科学大学建設系助教授。1987年（昭和62年）東京大学生産技術研究所助教授、1994年（平成6年）、文部省在外研究員（ノルウェー科学技術大学）、1997年（平成9年）、東京大学生産技術研究所教授。2013年（平成25年）、横浜国立大学都市イノベーション研究院教授。2017年（平成29年）、特定非営利活動法人国際斜面災害研究機構研究部学術代表。2020年（令和2年）、第26代ダム工学会会長。
1994年（平成6年）、土木学会論文賞、2019年（平成31年）、土木学会功績賞、受賞。
『地盤と構造物の地震工学』では、地震時の地盤と構造物の相互作用とその背後にある物理現象を説明。47の被害地震の180回程の調査に
関わった(2019年3月現在)。

## 著書
- 『地盤と構造物の地震工学』（東京大学出版会、2002年）[1]